# GE Dash 9-44CW
La GE Dash 9-44CW è una locomotiva diesel da 4.380 cavalli (3.267 kW) costruita a partire dal 1993 dalla GE Transportation di Erie, Pennsylvania.
È anche conosciuta come “C44-9W” o “Dash 9”.
Il suo design è stato fin da subito particolarmente apprezzato dalle ferrovie nordamericane. A causa delle emissioni più rigorose richieste negli Stati Uniti a partire dal il 1º gennaio 2005, la Dash 9-44CW è stata sostituita dalla GE ES44DC.
Molte ferrovie nordamericane hanno adottato la Dash 9. In origine sono state ordinate da:
Chicago & North Western Railway, Santa Fe, BNSF, CSX Transportation, Southern Pacific, Canadian National Railway, BC Rail, Union Pacific Railroad. Le Norfolk Southern hanno acquistato una variante delle Dash 9 (GE Dash 9-40CW) in seguito.
Le Dash 9-44CW sono lunghe 22,3 metri e pesano 179 tonnellate, peso ripartito su due carrelli a tre assi (rodiggio Co'-Co').